# Нур, Мита
Сабина Ясмин Мита Нур (известная как Мита Нур, 1971 — 1 июля 2013) — бангладешская актриса. 1 июля 2013 года она покончила жизнь самоубийством, повесившись в своём доме в Гульшане, Дакка.

## Карьера
В детстве Нур посещала Академию Булбула Лалитакалы, чтобы изучать танец бхаратнатьям. Она дебютировала в 1989 году в еженедельной драме Sagar Sechar Swadh на бангладешском телевидении. Она также снималась в качестве модели в телевизионной рекламе. В 2011 году она поставила короткометражную пьесу «Човнгали».

## Личная жизнь
Нур была замужем за бизнесменом Шахануром Рахманом Маджумдером в течение 24 лет. У них было двое сыновей — Шехзад Нур Таус и Садман Нур Тахмид. Таус попал в новости, когда в возрасте 13 лет создал первую в Бангладеш метапоисковую систему SearchW3.net.

## Смерть
1 июля 2013 года, после продолжительной депрессии, Нур покончила жизнь самоубийством, повесившись в своём доме в Гульшане, Дакка.